# Superstar K
Superstar K – południowokoreański program typu muzyczny talent show nadawany na kanale Mnet, organizowany jest co roku. Pierwsza edycja Superstar K odbyła się w 2009 roku i wraz z kolejnymi konkurs zyskał większą uwagę. Jest jednym z pierwszych programów wyszukujących talenty w Korei Południowej. Celem Superstar K jest znalezienie kolejnej „supergwiazdy”, a zwycięzca edycji wybierany jest za pomocą łącznych ocen jurorów, głosów od widzów i głosowania na stronie online.
Pierwsze cztery sezony Superstar K cieszyły się ogromną popularnością, odkrywając takich artystów jak Seo In-guk, Huh Gak, John Park, Ulala Session, Busker Busker, czy też Roy Kim. Jednakże od piątego sezonu nastąpił spadek popularności i oglądalności.
Tradycyjnie zwycięzca każdego sezonu dostaje szansę występu podczas Mnet Asian Music Awards, jak również nagrodę pieniężną.

## Sezony
- Superstar K1
- Superstar K2
- Superstar K3
- Superstar K4
- Superstar K5
- Superstar K6
- Superstar K7
- Superstar K 2016

## Zwycięzcy
| Rok  | Sezon            | Zwycięzca      | Drugie miejsce |
| ---- | ---------------- | -------------- | -------------- |
| 2009 | Superstar K1     | Seo In-guk     | Joo Moon-geun  |
| 2010 | Superstar K2     | Huh Gak        | John Park      |
| 2011 | Superstar K3     | Ulala Session  | Busker Busker  |
| 2012 | Superstar K4     | Roy Kim        | DickPunks      |
| 2013 | Superstar K5     | Park Jae-jung  | Park Si-hwan   |
| 2014 | Superstar K6     | Kwak Jin-eon   | Kim Feel       |
| 2015 | Superstar K7     | Kevin Oh       | Cheon Dan-bi   |
| 2016 | Superstar K 2016 | Kim Young-geun | Lee Ji-eun     |